# Rudolf Jobst
Rudolf „Rudi“ Jobst (* 4. März 1935 in Passau; † 15. Juli 2020 in München) war ein deutscher Fußballspieler, der für den FC Bayern München sowohl in der 2. Oberliga Süd als auch in der Oberliga Süd 48 Punktspiele bestritt und 28 Tore erzielte. Am wichtigsten war jedoch sein Treffer zum 1:0 in der Schlussphase des DFB-Pokal-Finales von 1957, das dem FC Bayern München seinen zweiten nationalen Titel bescherte.

## Karriere
Der in Passau geborene und aufgewachsene Jobst ließ schon früh sein Fußball-Talent aufblitzen, debütierte er doch bereits mit 17 Jahren in der ersten Mannschaft des 1. FC Passau in der niederbayerischen Kreisklasse. Er errang den Titel des Torschützenkönigs und wurde auch in die niederbayerische Auswahlmannschaft berufen. In einem Spiel gegen die oberbayerische Auswahlmannschaft fiel er den Talentspähern des FC Bayern München auf – und wurde daraufhin an die Mannschaft dauerhaft gebunden.
Jobst, im Hauptberuf verkaufte er Teppiche in der Münchner Innenstadt, spielte ab der Saison 1955/56 zunächst in der 2. Oberliga Süd, in der die Bayern – bis heute einmalig – in der Saison 1954/55 abgestiegen waren. In 13 Zweitligabegegnungen erzielte er acht Tore und trug somit zur direkten Rückkehr in die Oberliga Süd bei. In der seinerzeit höchsten Spielklasse bestritt er bei seiner Premiere 15 Punktspiele und war achtmal als Torschütze erfolgreich. Zweimal war er dies auch im DFB-Pokal-Wettbewerb, als er im Halbfinale am 17. November 1957 im Stadion an der Grünwalder Straße beim 3:1-Sieg gegen den 1. FC Saarbrücken das Führungstor zum 2:1 unmittelbar zu Beginn der Verlängerung erzielte, und im Finale am 29. Dezember 1957 im Rosenaustadion in Augsburg, als er den 1:0-Siegtreffer in der 77. Minute erzielte. Bundestrainer Herberger kommentierte seine Leistung im Finale: „Jobst, den ich in Augsburg zum ersten mal spielen sah, lieferte eine hervorragende Partie. Er war der Spielmacher der Bayern.“
Er absolvierte noch zwei Spielzeiten für den FC Bayern München, in denen er noch 20 Punktspiele bestritt und mit zwölf Toren eine gute Quote erzielte. Seine Karriere musste er nach fünf Jahren in München wegen Knieproblemen frühzeitig beenden.
Am 15. Juli 2020 verstarb er in München im Alter von 85 Jahren.

## Erfolge
- DFB-Pokal-Sieger 1957 (mit dem FC Bayern München)
- Torschützenkönig des DFB-Pokals 1957